# Бойс-Гот-Спрінгс (Каліфорнія)
Бойс-Гот-Спрінгс (англ. Boyes Hot Springs) — переписна місцевість (CDP) в США, в окрузі Сонома штату Каліфорнія. Населення — 6215 осіб (2020).

## Географія
Бойс-Гот-Спрінгс розташований за координатами 38°18′46″ пн. ш. 122°29′19″ зх. д. / 38.31278° пн. ш. 122.48861° зх. д. (38.312646, -122.488748).  За даними Бюро перепису населення США в 2010 році переписна місцевість мала площу 2,74 км², уся площа — суходіл.

## Демографія
Згідно з переписом 2010 року, у переписній місцевості мешкало 6656 осіб у 2322 домогосподарствах у складі 1511 родини. Густота населення становила 2427 осіб/км².  Було 2508 помешкань (915/км²).
Расовий склад населення:
| - 67,7 % — білих - 1,4 % — корінних американців - 1,3 % — азіатів - 0,7 % — чорних або афроамериканців - 0,1 % — вихідців з тихоокеанських островів - 25,2 % — осіб інших рас |

До двох чи більше рас належало 3,7 %. Частка іспаномовних становила 49,1 % від усіх жителів.
За віковим діапазоном населення розподілялося таким чином: 26,5 % — особи молодші 18 років, 64,2 % — особи у віці 18—64 років, 9,3 % — особи у віці 65 років та старші. Медіана віку мешканця становила 34,0 року. На 100 осіб жіночої статі у переписній місцевості припадало 103,3 чоловіків;  на 100 жінок у віці від 18 років та старших — 104,0 чоловіків також старших 18 років.
Середній дохід на одне домашнє господарство  становив 87 108 доларів США (медіана — 56 667), а середній дохід на одну сім'ю — 88 350 доларів (медіана — 62 545). Медіана доходів становила 36 267 доларів для чоловіків та 34 911 долар для жінок. За межею бідності перебувало 13,2 % осіб, у тому числі 23,3 % дітей у віці до 18 років та 3,8 % осіб у віці 65 років та старших.
Цивільне працевлаштоване населення становило 3658 осіб. Основні галузі зайнятості: освіта, охорона здоров'я та соціальна допомога — 20,8 %, мистецтво, розваги та відпочинок — 16,9 %, роздрібна торгівля — 11,4 %, виробництво — 9,7 %.